# Norm Malloy
Norman Joseph „Norm“ Malloy (* 27. September 1913 in Kinkora, Ontario; † 16. Dezember 1964) war ein kanadischer Eishockeyspieler. Bei den Olympischen Winterspielen 1932 gewann er als Mitglied der kanadischen Nationalmannschaft die Goldmedaille.   

## Karriere
Norm Malloy begann seine Karriere als Eishockeyspieler bei den Elmwood Millionaires, für die er in der Saison 1929/30 aktiv war. Anschließend spielte er ein Jahr lang für die Regina Victorias, ehe er von 1931 bis 1934 für die Selkirk Fishermen in der Manitoba Hockey League auf dem Eis stand. Im Jahr 1932 lief er zudem kurzfristig für den Winnipeg Hockey Club auf, mit dem er an den Olympischen Winterspielen 1932 teilnahm. In der Saison 1934/35 bestritt er neun Spiele für die Timmins McIntyre Miners, ehe er seine Karriere bereits im Alter von 22 Jahren beendete. 

### International
Für Kanada nahm Malloy an den Olympischen Winterspielen 1932 in Lake Placid teil, bei denen er mit seiner Mannschaft die Goldmedaille gewann.

## Erfolge und Auszeichnungen
- 1932 Goldmedaille bei den Olympischen Winterspielen